# Alonso Díaz de Gibaja y Sarabia
Alonso o Alfonso Díaz de Gibaja y Sarabia (Madrid, s. XV) va ser un noble castellà.
Nascut a Madrid, fill de Juan de Gibaja i de Catalina de Sarabia, hereu i senyor de la casa d'aquest cognom a la vila. El 1410, juntament amb altres cavallers madrilenys, va participar en la campanya contra l'emirat de Granada que va culminar en el setge i conquesta d'Antequera, per part de l'infant Ferran. Va servir al rei Joan II de Castella com a governador de les ciutats de Còrdova i Conca, i com a alcaid de l'Alcàsser de Toledo, l'any 1436. Es va casar amb Juana de Sarabia, natural de Toledo; van tenir tres fills: Rui, Diego i Nicolás, els quals van ocupar diversos càrrecs i dignitats a la cort.